# Waterleliefamilie

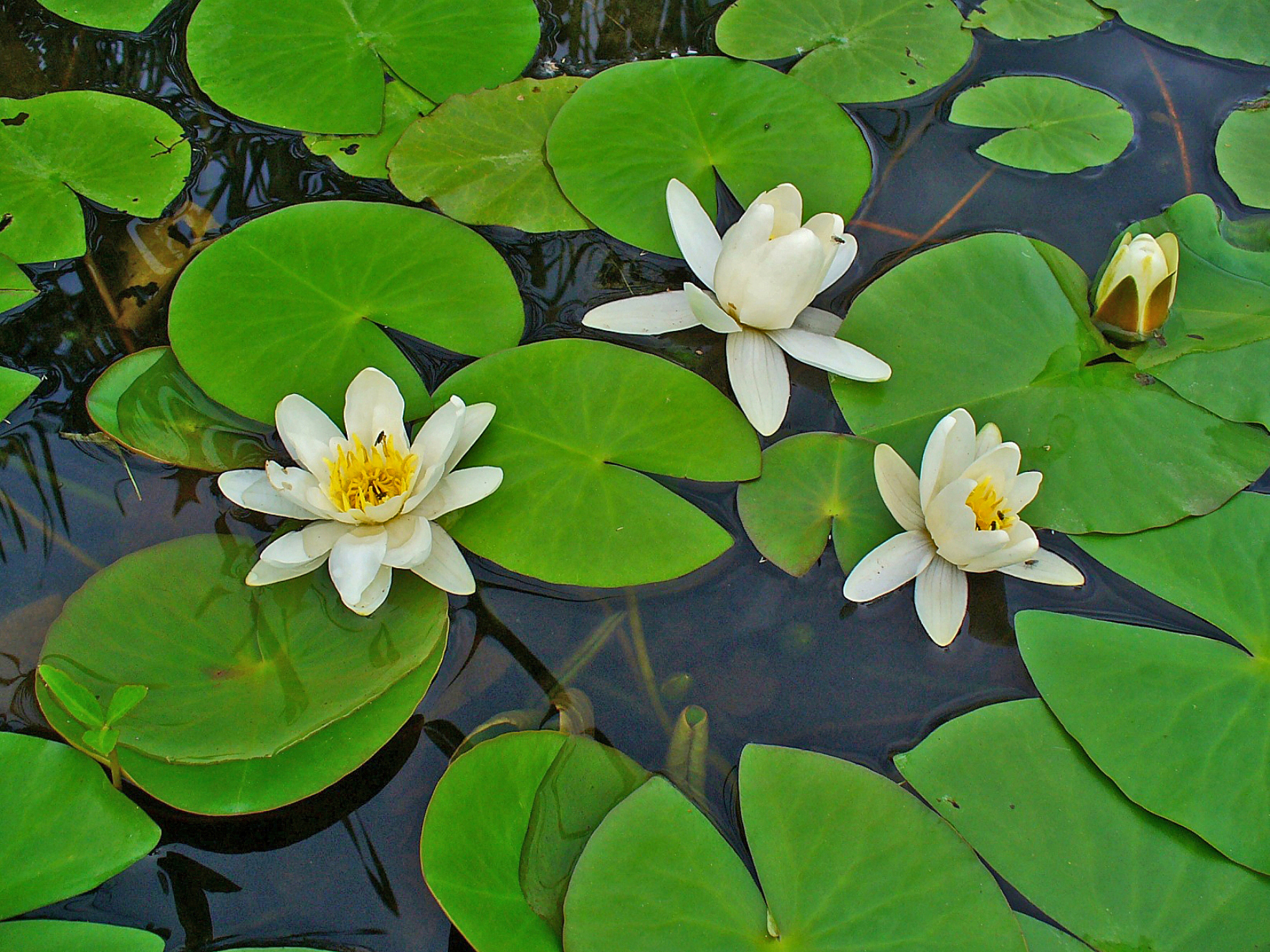
Waterlelies

De Waterleliefamilie (Nymphaeaceae) is een familie van bedektzadigen. Het zijn waterplanten: de bloemen en bladeren drijven op het water, maar de wortels houden de planten op hun plaats. Met zo'n zestig soorten is dit een kleine familie. De planten komen wereldwijd voor, buiten de poolstreken en de woestijnen. In Vlaanderen en Nederland komen van nature de gele plomp (Nuphar lutea), de witte waterlelie (Nymphaea alba) en de noordelijke waterlelie (Nymphaea candida) voor.

## Taxonomie
Deze familie is eigenlijk altijd erkend geweest door plantentaxonomen, maar de omschrijving van de familie is minder constant geweest. Het geslacht Nelumbo groeit in dezelfde habitat en werd veelal in deze familie ingedeeld. Het is gebleken dat Nelumbo niet alleen hoort tot een aparte familie, maar zelfs helemaal niet verwant is. APG plaatst Nelumbo in de orde Proteales.

### APG II
Het APG II-systeem (2003), evenals het APG-systeem (of 1998), erkent deze familie maar plaatst deze niet in een orde, al wijst ze er wel op dat de naam Nymphaeales beschikbaar is voor een dergelijke orde. De familie wordt zelfs helemaal niet geplaatst behalve een toewijzing tot een van de basale afstammingslijnen in de clade Bedektzadigen (angiosperms). Opvallend is wel dat zowel APG I als APG II twee mogelijke omschrijvingen toestaan:
- Nymphaeaceae sensu lato: dus inclusief de planten (in de genera Brasenia en Cabomba) die afgesplitst zouden kunnen worden als de familie Cabombaceae
- Nymphaeaceae sensu stricto: exclusief de planten in de genera Brasenia and Cabomba. Er blijven dan zes geslachten over: Barclaya, Euryale, Ondinea, Nuphar, Nymphaea en Victoria.

### APG III en IV
Het APG III en APG IV-systeem laten de Nymphaeales zien als behorende tot de basale taxa van de bedektzadigen.
| Fylogenetische stamboom volgens APG IV, 2016 |
| --- |
| - 'angiosperms' , bedektzadigen, Angiospermae - Amborellales - - Nymphaeales - - Austrobaileyales - - 'magnoliids' , magnoliiden, Magnoliopsida - Chloranthales - - 'monocots' , Monocotyledoneae, eenzaadlobbigen, Liliopsida - Dicotyledonae , tweezaadlobbigen - Ceratophyllales - 'eudicots' , Asteropsida, 'nieuwe' tweezaadlobbigen |

### Cronquist
Het Cronquistsysteem (1981) wees de familie toe aan
de orde Nymphaeales
in de onderklasse Magnoliidae,
in de klasse Magnoliopsida [= tweezaadlobbigen]
van de stam Magnoliophyta [= bedektzadigen].

### Thorne (1992)
Het Thornesysteem (1992) plaatste de familie
in de orde Nymphaeales, die weer geplaatst werd
in de superorde Nymphaeanae,
in de onderklasse Magnoliideae [= tweezaadlobbigen],
in de klasse Magnoliopsida [= bedektzadigen].

### Dahlgren
Het Dahlgrensysteem plaatste de familie
in de orde Nymphaeales, die weer geplaatst werd
in de superorder Nymphaeanae,
in de onderklasse Magnoliideae [= tweezaadlobbigen],
in de klasse Magnoliopsida [= bedektzadigen].

### Engler
Het Englersysteem, in de revisie van 1964, plaatste de familie
in de onderorde Nymphaeineae,
in de orde Ranunculales,
in de onderklasse Archychlamydeae,
in de klasse Dicotyledoneae,
in de onderstam Angiospermae

### Wettstein
Het Wettsteinsysteem, laatstelijk herzien in 1935, plaatste deze familie
in de orde Polycarpicae,
in de Dialypetalae,
van de onderklasse Choripetalae,
in de klasse Dicotyledones,
van de onderstam Angiospermae

## Geslachten
- Barclaya Wall.
- Euryale Salisb.
- Nuphar Sibth. & Sm.
- Nymphaea L.
- Victoria Lindl.

## Trivia
Waterlelies waren een favoriet onderwerp van de Franse impressionistische kunstschilder Claude Monet. Hij maakte er verschillende schilderijen van.